# Pterogyne nitens

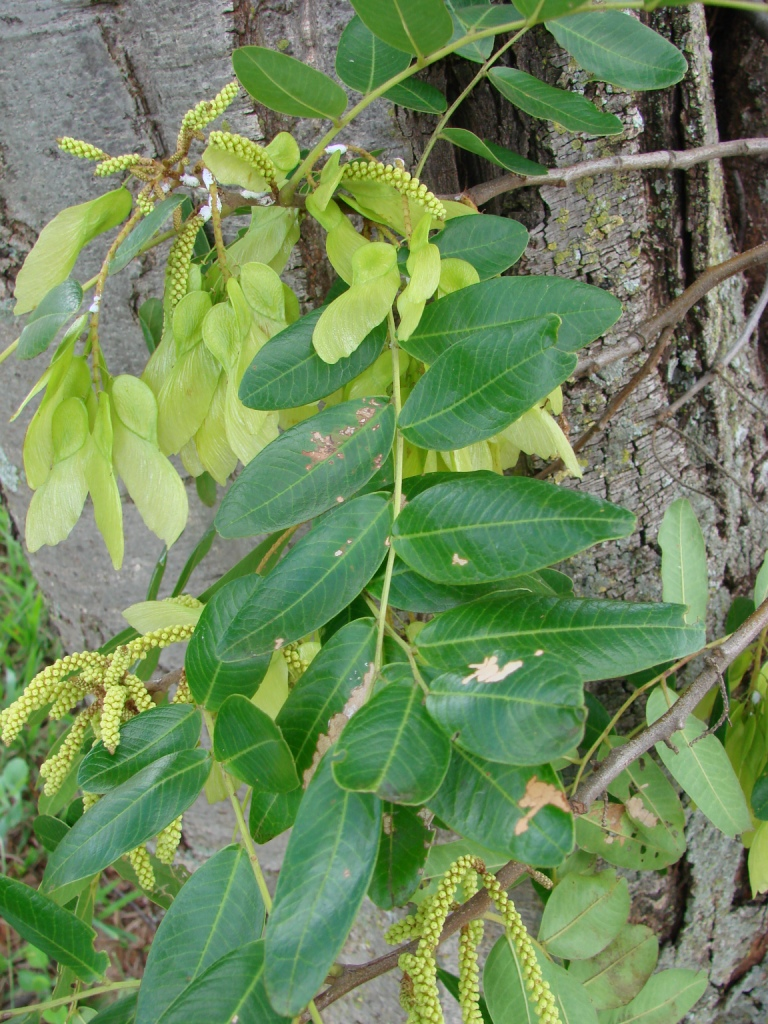
Větev s rozvíjejícími se květenstvími a plody

Pterogyne nitens je druh rostliny z čeledi bobovité a jediný druh rodu Pterogyne. Je to sezónně opadavý strom se střídavými lichozpeřenými listy a drobnými, žlutozelenými květy v latovitých květenstvích. Plodem je křídlatá nažka (tzv. samara). Druh se vyskytuje v sezónně suchých lesích Jižní Ameriky od východní Brazílie po severní Argentinu. Obsahuje biologicky účinné alkaloidy.
Strom poskytuje ceněné dřevo, obchodované nejčastěji pod názvem amendoim. V přírodě je vlivem těžby a ničení původních biotopů stále vzácnější a v Červeném seznamu ohrožených druhů IUCN je zařazen mezi téměř ohrožené druhy.

## Popis
Pterogyne nitens je opadavý strom, dorůstající výšky obvykle do 25 metrů a výčetní tloušťky kmene 60 až 90 cm (výjimečně až 120 cm). Listy jsou střídavé, lichozpeřené, složené ze 4 až 9 párů (nejčastěji 6) střídavých lístků. Květy jsou drobné, žlutozelené, jednopohlavné nebo oboupohlavné, uspořádané v hroznech, skládajících úžlabní laty. Kalich i koruna jsou pětičetné. Tyčinek je 10. Semeník je stopkatý, tvořený jediným plodolistem.
Plodem je zploštělá, křídlatá nažka (samara). Plody jsou velmi podobné jako u rodu Pterolobium, pocházejícího z tropů Starého světa.

## Rozšíření
Druh se vyskytuje výhradně v Jižní Americe, a to ve východní, střední a jižní Brazílii, Bolívii, severní Argentině a Paraguayi. V Amazonii se nevyskytuje. Byl introdukován také do tropické východní Afriky (Keňa, Uganda).
Roste jako součást sezónně suchých lesů v subtropických až tropických oblastech s periodickým obdobím sucha a dobře propustnými, písčitými půdami. Je to pionýrská, rychle rostoucí dřevina.

## Ohrožení a ochrana
Přirozený biotop (oblast sezónně suchých lesů) tohoto druhu je stále více ohrožen odlesňováním a zakládáním plantáží a pastvin, a není pod žádným typem územní ochrany. Strom se stává vzácným také vlivem těžby pro ceněné dřevo.
V Červeném seznamu ohrožených druhů IUCN je druh veden jako téměř ohrožený taxon.

## Ekologické interakce
O opylování druhu nejsou dostupné žádné informace. Křídlaté plody se šíří větrem. Na kořenech jsou podobně jako u řady jiných bobovitých symbiotické bakterie fixující dusík.

## Obsahové látky
Rostlina obsahuje biologicky aktivní terpenoidní alkaloidy odvozené od guanidinu, konkrétně pterogynin, pterogynidin, galegin a nitensidin A. Tyto alkaloidy mají cytotoxické účinky a byly studovány v souvislosti s léčbou rakoviny. Rovněž byl zjištěn obsah flavonoidů (kvercetin, kempferol, rutin)

Strukturní vzorec pterogyninu
Strukturní vzorec galeginu

## Taxonomie
Rod Pterogyne je v rámci čeledi Fabaceae řazen do podčeledi Caesalpinioideae a tribu Caesalpinieae.

## Význam
Strom je vyhledáván jako zdroj ceněného dřeva, používaného např. na podlahy, nábytek, vnitřní obložení a jiné truhlářské práce.
Jádrové dřevo je rezavě hnědé, často s tmavšími proužky, běl bývá světlejší. Je středně trvanlivé, dobře opracovatelné a lze jej leštit do vysokého lesku. Je obchodováno pod názvem amendoim nebo také yvyraro. Vzhledově připomíná dřevo svietenie (Swietenia) z čeledi zederachovité (mahogany).
Strom je použitelný též k zalesňování narušených stanovišť.

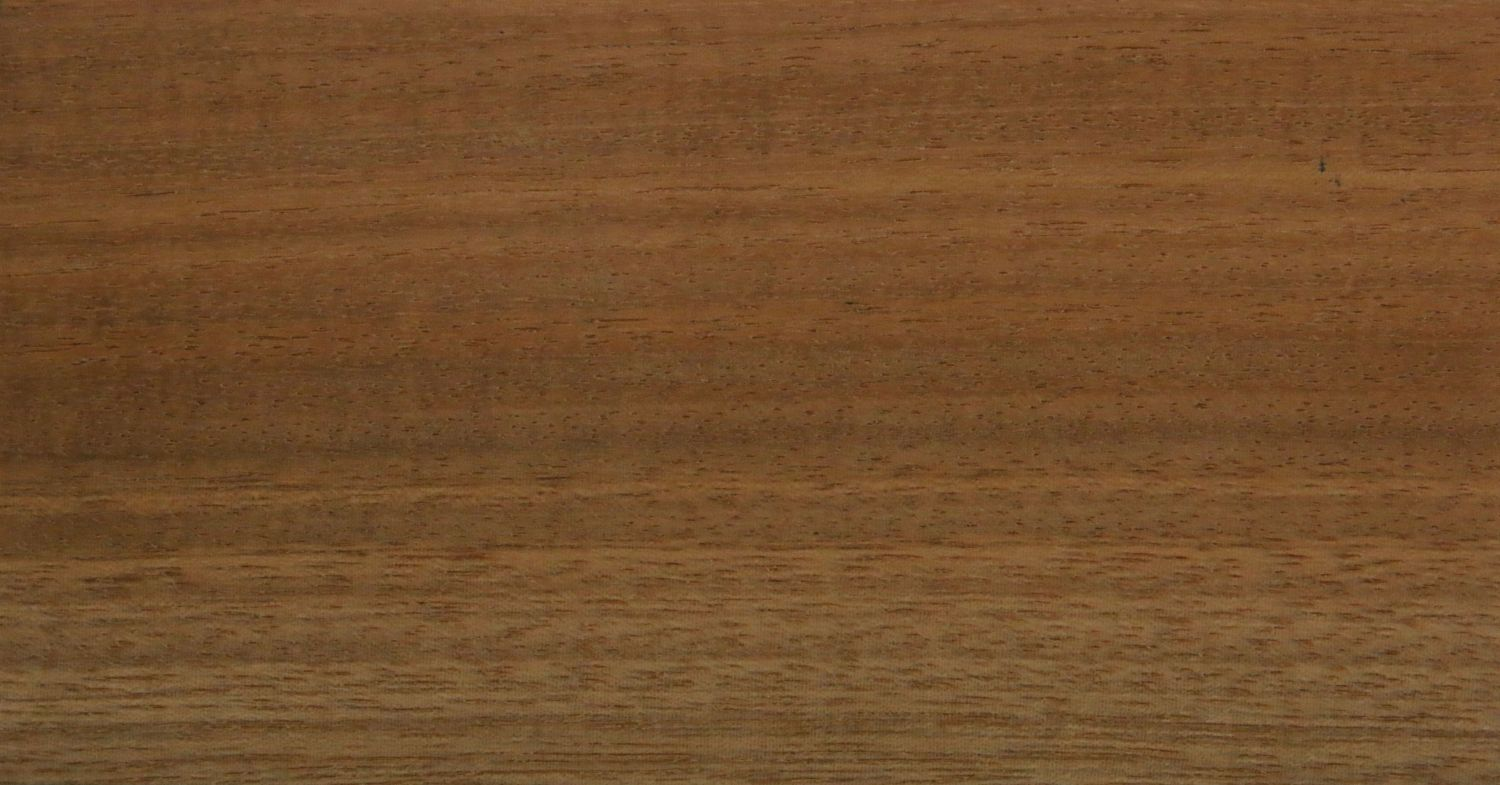
Dřevo Pterogyne nitens